# Христианство в Словении
Христианство в Словении — самая распространённая религия в стране.
По данным исследовательского центра Pew Research Center в 2010 году в Словении проживало 1,61 млн христиан, которые составляли 79,2 % населения этой страны. Энциклопедия «Религии мира» Дж. Г. Мелтона оценивает долю христиан в 2010 году в 90,6 % (1,81 млн верующих).
Крупнейшим направлением христианства в стране является католицизм. В 2000 году в Словении действовало 1,1 тыс. христианских церквей и мест богослужения, принадлежащих 13 различным христианским деноминациям.
Помимо словенцев, христианами также являются большинство живущих в стране сербов, хорватов, немцев, венгров, австрийцев, черногорцев, итальянцев, румын и македонцев.
В 1995 году в стране был создан Совет христианских церквей в Словении. В совет входят католики, православные и лютеране; пятидесятники являются ассоциативными членами совета.